# Faramea cestroides
Faramea cestroides är en måreväxtart som beskrevs av Paul Carpenter Standley. Faramea cestroides ingår i släktet Faramea och familjen måreväxter. Inga underarter finns listade i Catalogue of Life.